# 人民公园 (伯克利)

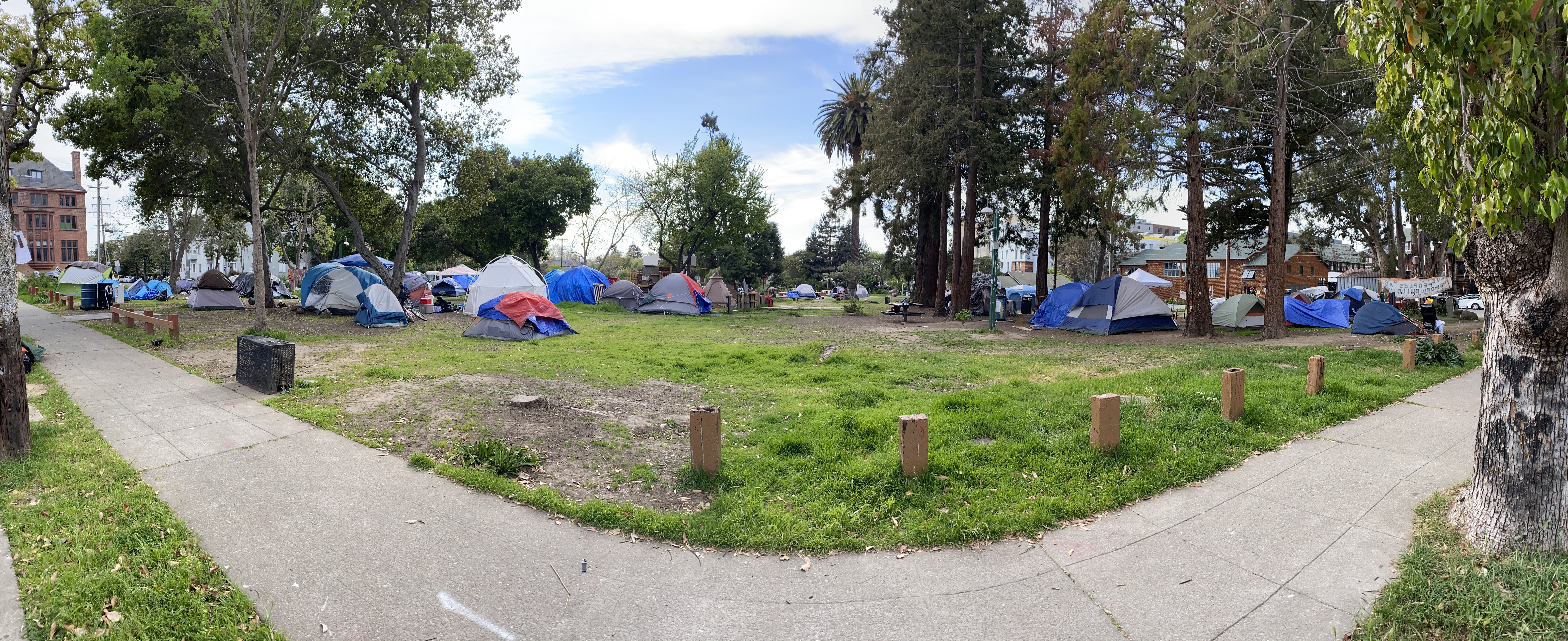
人民公园

美国加利福尼亚州伯克利的人民公园（英語：People's Park）是加州大学伯克利分校所有的一块土地。人民公园位于电报大道（Telegraph Avenue）以东，以哈斯特街、鲍迪奇街和德怀特路为界，是20世纪60年代末激进政治活动时期的象征。